# بسکتبال با ویلچر

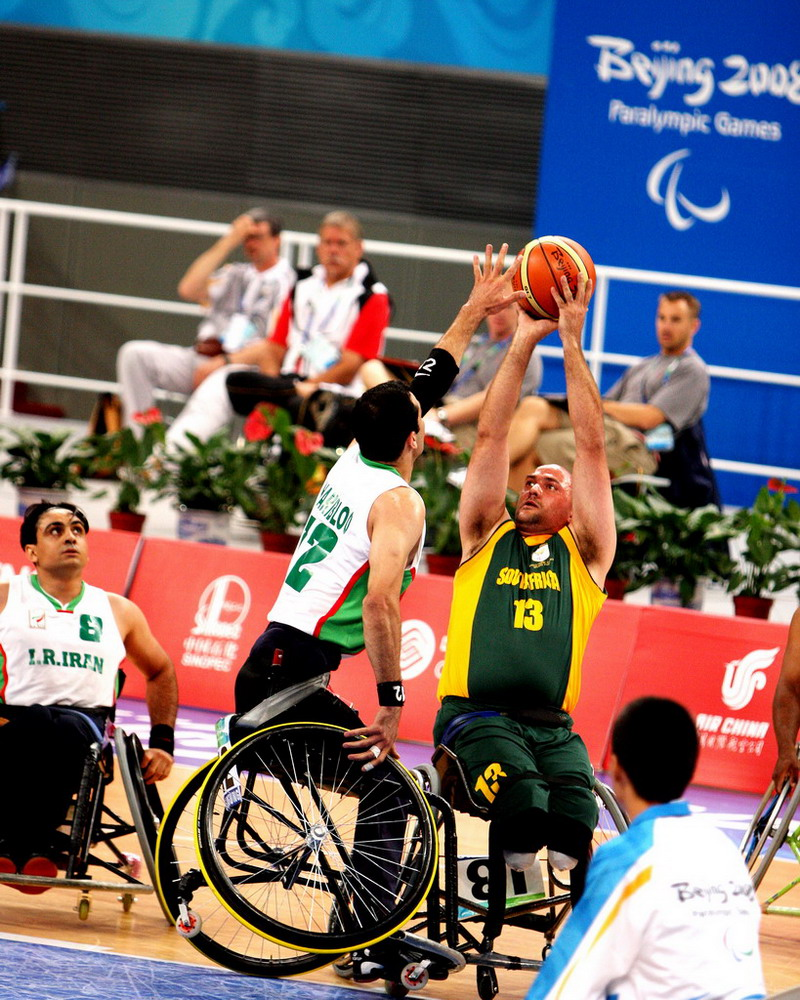
بازی ایران در مقابل استرالیا در بازی‌های پارالمپیک ۲۰۰۸

بسکتبال با ویلچر گونه‌ای از بسکتبال برای معلولان است. تاریخچهٔ این ورزش به بین دهه‌های ۱۹۴۰ تا ۱۹۶۰ بر می‌گردد که پس از جنگ جهانی دوم معلولان آمریکایی این بازی را انجام می‌دادند پس از آن به مرور زمان این ورزش در سراسر جهان شناخته شد از سال ۱۹۷۳ جام جهانی بسکتبال با ویلچر برگزار شد تاکنون ۷ بار ایالات متحده آمریکا ۲ بار کانادا و یک بار هم کشورهای بریتانیا، اسرائیل، فرانسه و کانادا موفق به قهرمانی شده‌اند. اکثر قوانین بسکتبال با ویلچر با بسکتبال معمولی یکسان است.